# Skälvattnet
Skälvattnet (sydsamiska: Sjïelejaevrie) är en sjö i Storumans kommun i Lappland och ingår i Umeälvens huvudavrinningsområde. Sjön har en area på 1,5 kvadratkilometer och ligger 503,3 meter över havet. Sjön avvattnas av vattendraget Skälvattsbäcken.

## Delavrinningsområde
Skälvattnet ingår i det delavrinningsområde (729580-144684) som SMHI kallar för Utloppet av Skälvattnet. Medelhöjden är 658 meter över havet och ytan är 26,5 kvadratkilometer. Det finns inga avrinningsområden uppströms utan avrinningsområdet är högsta punkten. Skälvattsbäcken som avvattnar avrinningsområdet har biflödesordning 3, vilket innebär att vattnet flödar genom totalt 3 vattendrag innan det når havet efter 411 kilometer. Avrinningsområdet består mestadels av skog (64 procent), öppen mark (13 procent) och kalfjäll (17 procent). Avrinningsområdet har 1,56 kvadratkilometer vattenytor vilket ger det en sjöprocent på 5,9 procent.